# نادية داود
نادية داود هي صحفية تونسية سطع نجمها مؤخرا بعد كشفها عن تفاصيل مشاهدتها لعملية اغتيال السياسي التونسي شكري بلعيد أمام منزله صبيحة يوم السادس من فبراير 2013 و ذكرت نادية داود لوسائل الاعلام أنها شاهدت سائق الفقيد يتحدث مع أحد الأشخاص المجهولين قبيل عملية الاغتيال ببضع دقائق.

## ما قالته نادية للمحققين
أكدت نادية داود أقوالها عند لقائها بمحققي الشرطة التونسية و قالت أن السائق لم تبدُ عليه أي علامات فزع أو خوف لدى رؤيته للسيد بلعيد يقتل أمام عينيه وهو الأمر الذي جعلها تشك في تواطؤه مع القاتل و في مقطع فيديو بث على شبكة الانترنات قالت أنها غير مستعدة للتراجع في أقوالها.

## روابط خارجية
نادية داود تتهم السائق